# Roberto Strozzi
Roberto Strozzi né à Florence en 1515 et mort dans la même ville en 1566 est le fils du banquier florentin Philippe Strozzi et de Clarice de Médicis.

## Biographie
Comme ses frères Pierre, Laurent et Leone, par la volonté de leur père, il reçut une formation humaniste. Dans les années de la deuxième République florentine (1527-30), il vécut à Padoue, qu’il quitta en 1529 pour rejoindre Lucques avec ses trois frères où se trouvait leur père, originaire de Gênes.
Avec la restauration médicéenne, les Strozzi retournent à Florence, mais bientôt les relations avec le duc Alexandre se détériorent, et Philippe se rapproche des cercles des fuoriusciti antimedicis, ainsi que du cardinal Ippolito de' Medici, rival du duc. Robert et son frère Piero s’installent donc à Rome, et en 1536 ils sont tous deux frappés, comme leur père, par l’interdiction de rébellion émise par le duc.
En 1537, l’assassinat de ce dernier ravive les ambitions des réfugiés, qui, dispersés dans diverses villes italiennes, organisent les premières tentatives d’assaut de Florence. Avec son frère Piero, de Bologne, Roberto organise une intervention armée, mais contre son père Filippo, plus prudent et désireux d’un accord diplomatique avec les Médicis. À cette occasion, Robert se rendit à Rome pour solliciter l’appui financier du cardinal Niccolò Ridolfi et pour contrôler le travail de l’ambassadeur français à la Curie. Après l’échec de la tentative de Piero en Toscane, Roberto rejoint son frère, le dissuade d’organiser d’autres expéditions et le ramène à Rome.
Dans la maison romaine des Strozzi, située non loin du Château Saint-Ange, et bientôt transformée en une sorte de musée d’antiquités et d’armures, Roberto perfectionna sa formation humaniste sous la direction de Benedetto Varchi : le père Filippo, en effet, avait manifesté le désir que son fils achève ses études dans des lettres et des lois grecques afin de pouvoir entreprendre une carrière ecclésiastique. L’intempérance et l’inconstance de Robert, plus enclin « aux armes qu’à la carrière ecclésiastique », ne lui permirent pas d’entreprendre la voie souhaitée par son père qui, par réaction, menaça de suspendre les financements aux enfants et de fermer leur maison romaine.
En juin 1537, Philippe leur demande de le rejoindre à Venise ; après avoir fait halte à Ferrare, Robert arrive à Venise au milieu du mois où il rencontre l’ambassadeur français, Georges d’Armagnac. Avec l’appui du roi Christianissime, les Strozzi projetèrent pendant ces semaines un coup de main contre les Médicis à Florence. Robert lui-même avec 1500 hommes participa aux manœuvres de guerre, occupant Montepulciano. En parallèle, cependant, Philippe n’a pas renoncé à parcourir la voie diplomatique, mais les négociations n’ont pas eu lieu et la querelle est résolue sur le champ de bataille. À Montemurlo, en août 1537, les troupes de Philippe sont écrasées et le banquier capturé. En 1538, avec l’appui de Catherine de Médicis, épouse du dauphin de France, Robert et son frère Léon tentèrent, sans succès, de négocier à la cour impériale la libération de leur père, en se rendant d’abord à Barcelone puis à Aigues-Mortes et à Nice à l’occasion de la rencontre entre Valois et Habsbourg.
La mort en prison de son père ne fit que raviver l’hostilité antimédicéenne de ses fils, qui en 1539 renforcèrent encore le lien avec le « Brutus toscan », Lorenzino de' Medici, à travers un double mariage avec les deux sœurs : Piero épousa Laudomia, Robert prit pour femme Madeleine de Médicis. Pouvant compter sur le généreux soutien financier de Roberto, les deux épouses Strozzi restent à Venise pendant près de dix ans, en compagnie de leur mère Maria Soderini et de leur frère Lorenzino. De l’union avec Madeleine naissent sept filles et un héritier mâle ; Robert donne en mariage ses trois plus grandes filles pour renforcer des relations d’alliance avec d’autres maisons d’exilés anti-impériaux, comme les Fieschi et les Orsini.
Les années suivantes, pour des raisons professionnelles et familiales, il fait régulièrement les trajets entre Venise, Ferrare et Rome. À Venise, il fréquente le cercle des exilés antimédicis, dont Donato Giannotti et son beau-frère Lorenzino, avec lequel il établit un lien privilégié d’amitié. À partir de l’expulsion des Strozzi des territoires de la Sérénissime en 1547, Roberto élit comme résidence principale la ville des papes, où sa présence au sommet de la banque familiale était indispensable. Resté en Italie par rapport à ses frères, souvent à la cour ou sur les champs de bataille - Roberto est devenu l’un des principaux représentants et points de référence des fuoriusciti antimédicis florentins , en se tenant informé des développements et des initiatives des différents groupes de réfugiés dispersés dans la péninsule.
Son rôle d’intermédiaire financier et politique entre les exilés florentins et la cour de France est significatif : c’est Roberto qui transmet pour le compte de son frère Piero des sommes destinées aux agents et aux ambassadeurs du roi en Italie, comme Jean de Monluc en 1545, et c’est toujours Roberto qui dirigea la recherche de fonds parmi les banquiers toscans à Lyon en 1546, visant au financement, avec l’importante somme de 600000 écus, de l’alliance anti-habsbourgeoise entre François Ier et les princes protestants de la Ligue de Smalcalda. En récompense de ses services, le roi lui offre en 1544 des lettres de naturalisation et le nomme chevalier d’honneur de la dauphine de France, Catherine de Médicis.
Quelques années plus tard, avec l’accession au trône d’Henri II, Robert et ses frères et sa femme se rendirent à la cour pour rendre hommage avec des bijoux et des œuvres d’art au nouveau souverain et renforcer les liens avec la reine de France, destinée à devenir un point de référence important pour les antimédicéens d’Outre-Alpes. À cette occasion, Robert obtient le titre de chevalier du roi et deux de ses filles deviennent les demoiselles d’honneur de Catherine.
En 1548, il obtient également la commanderie de l’abbaye de Saint-Victor à Marseille (qu’il cède ensuite à Julien de Médicis, frère de Lorenzino). Celle-ci a été demandée par le cardinal Jean Du Bellay en échange des prêts accordés et de son rôle de conseiller et de médiateur entre les agents du roi et les membres de la Famille Farnèse. Même dans les années qui suivent, malgré le prix de 5000 écus mise sur sa tête par Cosme et les tentatives répétées d’embuscade et d’assassinat infructueuses, Roberto est resté l’un des principaux représentants de la nation florentine à Rome, déployée sur des positions anti-médicéennes.
Pour le compte de son frère Piero, il recueillit des fonds afin de financer la campagne militaire en Toscane de 1553-1554 visant à récupérer Florence et à chasser Cosme. En plus d’assurer la protection et le soutien de divers exilés comme Bartolomeo Cavalcanti, Roberto s’engage pour obtenir la pourpre cardinalice à son frère Lorenzo et maintient les relations avec son frère Leone, malheureux à la cour et éloigné pendant quelques années du service du roi : En décembre 1553, c’est le banquier de la famille qui convainc Léon de retourner aux côtés de la France et de soutenir avec sa flotte la tentative de Piero à Sienne. Derrière toutes les opérations militaires de Piero, en effet, se trouvaient systématiquement la main et l’argent de Roberto, figure centrale du fuoriuscitisme florentin en Italie.
Malgré des moments de tension avec Jules III, Strozzi resta un intermédiaire privilégié pour les ambassadeurs français, qu’il avait l’habitude d’accompagner devant le pape. En décembre 1553, il accompagne Piero à Sienne et participe directement aux opérations militaires contre le duché de Cosme, jusqu’au résultat tragique de la bataille de Marciano, le 2 août 1554. Sous le pontificat de Paul IV, Robert ne cessa de projeter avec Ottavio Farnese de nouvelles expéditions contre le duché des Médicis, pouvant compter sur le soutien inconditionnel du puissant cardinal neveu Carlo Carafa, qu’il accompagna à la cour de France en 1556 et pour le compte duquel il travailla au printemps 1557 en Italie. La disparition de son frère Piero en 1558 et le déclin de toute perspective concrète de renverser le pouvoir des Médicis poussent en 1561 Roberto à négocier un arrangement et une réconciliation avec Cosme, culminant avec son retour à Florence.
Robert mourut dans sa ville natale en 1566.
Il fut aussi un grand mécène, commanditaire et médiateur d’œuvres artistiques, comme l'attestent l’envoi des deux esclaves de Michel-Ange à Montmorency en 1550 comme cadeau au roi (les deux statues avaient été offertes à Strozzi par Michel-Ange lui-même en échange de l’hospitalité reçue les années précédentes), ainsi qu'une « perspective » commandée à Bastiano da Sangallo dans sa demeure romaine à l’occasion du carnaval de 1546. Le banquier de la maison Strozzi entretint également des relations avec Iacopino Del Conte, qui le dépeint deux fois, avec Francesco Salviati dont il existe aussi un portrait et avec Titien, à qui il commanda le portrait de sa fille Clarice. En 1559, pour le compte de Catherine de Médicis, Roberto s’adresse à Michel-Ange puis à Daniello Ricciarelli da Volterra pour honorer le défunt Henri II avec une statue équestre en bronze. On le retrouve sous la plume des madrigalistes Girolamo Parabosco et Cipriano de Rore, du musicien Silvestro de Ganassi, qui lui dédia son traité la Règle Rubertina, d’Antonio Brucioli, qui l’introduisit comme personnage dans ses Dialogues publiés dans les années 1530 à Venise, ainsi que de Pietro Aretino, qui n’épargna pas de critiques « Roberto clef des Trésors Gaulois ».